# Donta Smith
Pour les articles homonymes, voir Smith.
Donta Smith, né le 27 novembre 1983, à Louisville dans le Kentucky, est un joueur américain, naturalisé vénézuélien de basket-ball. Il évolue aux postes d'arrière et d'ailier.

## Biographie
En novembre 2013, il est nommé meilleur joueur de la 3e journée de la saison régulière de l'EuroCoupe avec une évaluation de 41 (18 points avec 7 sur 8 à deux points, 16 rebonds, 10 passes décisives et 2 interceptions) dans une victoire du Maccabi Haïfa face au VEF Riga. C'est le 5e triple-double de l'histoire de l'EuroCoupe. Smith est aussi nommé meilleur joueur de la 3e journée du Top 32 en janvier 2014. Il marque 24 points (à 9 sur 9 à deux points et 1 sur 1 à trois points) et prend 6 rebonds pour une évaluation de 40 dans la victoire du Maccabi face à Montepaschi Siena.
En juin 2014, il signe un contrat de 3 ans avec le Hapoël Jérusalem. Pour la saison 2018-2019, Smith signe à l'Élan bearnais, en France. Il possède un profil polyvalent, capable de créer du jeu grâce à une vision de jeu rare pour un poste 4/3 mais également de scorer à longue distance comme au poste.
Au mois de juillet 2020, il retourne en Israël en s'engageant avec le Maccabi Haïfa.